# Tharpyna speciosa
Tharpyna speciosa là một loài nhện trong họ Thomisidae.
Loài này thuộc chi Tharpyna. Tharpyna speciosa được William Joseph Rainbow miêu tả năm 1920.